# Langegg bei Graz
Langegg bei Graz ist eine Katastralgemeinde östlich von Graz mit 840 Einwohnern (Stand: 31. Oktober 2013)
in der Steiermark im Bezirk Graz-Umgebung. Bis Ende 2014 war Langegg eine selbständige Gemeinde. Im Rahmen der Steiermärkischen Gemeindestrukturreform wurde Langegg bei der politischen Gemeinde Nestelbach bei Graz eingemeindet.

## Geografie

### Geografische Lage
Langegg bei Graz liegt circa 15 km östlich der Landeshauptstadt Graz im Oststeirischen Hügelland zwischen dem Tal der Mur und dem Tal der Raab.

### Ortsgliederung
Die Katastralgemeinde Langegg umfasst folgende acht Ortschaften (in Klammern Einwohnerzahl Stand 1. Jänner 2024);
- Hirtenfeld (170)
- Kogelbuch (114)
- Lambach (30)
- Langegg-Ort (120) samt Hammerfeld
- Mittergoggitsch (221)
- Obergoggitsch (166)
- Unterbuch (36)
- Zaunstein (27)

## Geschichte
Im landesfürstlichen Marchfutterurbar von 1268/69 wird der Ort erstmals erwähnt. Die Ortsgemeinde als autonome Körperschaft entstand 1850. Nach der Annexion Österreichs 1938 kam die Gemeinde zum Reichsgau Steiermark, 1945 bis 1955 war sie Teil der britischen Besatzungszone in Österreich.
Am 1. Jänner 2015 wurde Langegg im Rahmen der steiermärkischen Gemeindestrukturreform mit den Gemeinden Nestelbach bei Graz und Edelsgrub zusammengeschlossen, die neue Gemeinde trägt den Namen „Nestelbach bei Graz“.

## Bevölkerungsentwicklung
| Bevölkerungsentwicklung |

## Politik
Letzter Bürgermeister der bis 2014 selbstständigen Gemeinde war Josef Adler. Der Gemeinderat setzte sich nach den Wahlen von 2010 wie folgt zusammen: 7 ÖVP, 2 SPÖ.

## Wappen

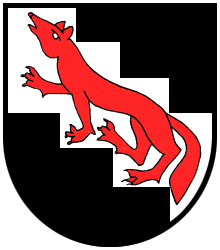
Wappen Langegg (1990–2014)

Das Wappen zeigt:
„in schwarz einen goldenen schrägrechten Stufenbalken, darin einen roten Fuchs.“
Nach der Gemeindezusammenlegung erlosch das Wappen Langeggs.

## Wirtschaft und Infrastruktur

### Verkehr
Die Anschlussstelle Laßnitzhöhe (169) der Süd Autobahn A 2 ist circa drei Kilometer von Langegg entfernt.
In Langegg befindet sich kein Bahnhof. Der nächstgelegene Bahnhof ist in circa fünf Kilometer Entfernung der Bahnhof Laßnitzthal der Steirischen Ostbahn, der stündliche Regionalzug-Verbindungen nach Graz und Gleisdorf bietet.
Der Flughafen Graz ist circa 22 km entfernt und über die Autobahn zu erreichen.

## Persönlichkeiten
- Johann Joseph Fux (um 1660–1741), barocker Musiker und Hofkapellmeister, geboren in der Ortschaft Hirtenfeld
- Gerhard Pilz (* 1948), Maler, Bildhauer, Grafiker und Fotograf, geboren in Langegg